# Araneus subflavidus
Araneus subflavidus là một loài nhện trong họ Araneidae.
Loài này thuộc chi Araneus. Araneus subflavidus được Arthur T. Urquhart. miêu tả năm 1893.